# 大口勇次郎
大口 勇次郎（おおくち ゆうじろう、1935年（昭和10年）8月 - ）は、日本の歴史学者。専門は、日本の近世社会史・女性史。お茶の水女子大学名誉教授。2014年瑞宝中綬章受章。

## 経歴
東京府生まれ（現世田谷区）。1959年東京大学文学部国史学科卒、1964年同大学院博士課程満期退学。東京大学助手、1966年お茶の水女子大学専任講師、1968年助教授、1978年教授、2001年定年退官、名誉教授、聖徳大学教授、2007年退職。2014年春、瑞宝中綬章受勲。

## 著書
- 『女性のいる近世』勁草書房 1995
- 『徳川時代の社会史』吉川弘文館 2001
- 『幕末農村構造の展開』名著刊行会・歴史学叢書 2004
- 『勝小吉と勝海舟 日本史リブレット』山川出版社、2013
- 『江戸城大奥をめざす村の娘―生麦村関口千恵の生涯』山川出版社、2016

### 編著共著
- 『勝海舟全集』全24巻 勝部真長・松本三之介共編 勁草書房 1972-77
- 『江戸とは何か 2 徳川の政治と社会』 至文堂 1985
- 『日本史史話』1-4 五味文彦共編 山川出版社 1993-94
- 『日本近世史』高木昭作共著 放送大学 1994
- 『縁組と女性 家と家のはざまで』 (シリーズ比較家族)、田中真砂子・奥山恭子共編 早稲田大学出版部 1994
- 『日本の近世』高木昭作・杉森哲也共著 放送大学 1998
- 『頼梅颸日記の研究』お茶の水女子大学ジェンダー研究センター 2001
- 『女の社会史 17-20世紀「家」とジェンダーを考える』 山川出版社 2001
- 『新体系日本史 9 ジェンダー史』成田龍一・服藤早苗共編  山川出版社 2014
- 『勘定奉行・川路聖謨関係史料』全6巻 監修 ゆまに書房 2015